# Scopa (Kartenspiel)
Scopa (italienisch für: Besen) ist ein beliebtes italienisches Karten-Raubspiel. Gespielt wird üblicherweise mit dem italienisch-spanischen Blatt. Dieses existiert in regional verschiedenen Versionen. Beliebt sind die neapolitanischen Karten (carte napoletane), oder die Karten aus Piacenza (carte piacentine). Meistens wird zu zweit gespielt. Jedoch existieren eine Menge Spielvarianten, die sich in Spieleranzahl, Zählweisen, Regeln und verwendeten Karten unterscheiden können. Eine der verbreitetsten Varianten ist wohl das Scopone, das man zu viert spielt.

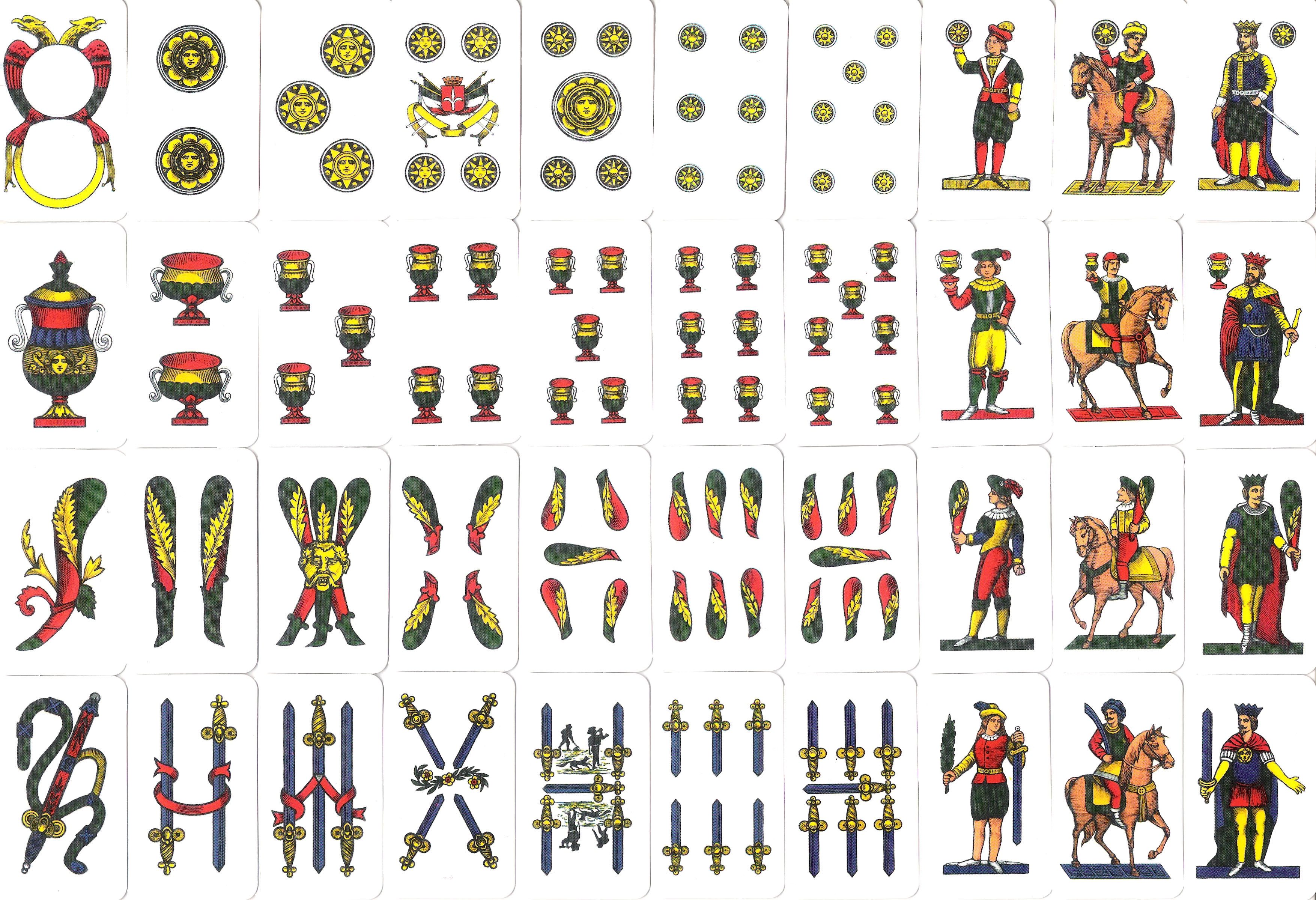
Neapolitanische Karten

## Die Karten
Das Spiel besitzt 40 Karten in vier Farben. Traditionell sind diese
- denari – Gold, dargestellt als Münzen (auch Sonnen genannt)
- bastoni – Stäbe
- coppe – Kelche
- spade – Schwerter

In allen Farben laufen die Werte der Karten von eins bis zehn, wobei das Ass die Eins ist mit jeweils nur einem abgebildeten Gegenstand, die Karten Zwei bis Sieben zeigen dementsprechend die jeweilige Anzahl an Gegenständen. Die Acht ist als Bube (fante), je nach verwendetem Deck auch als Dame (donna) dargestellt, die Neun als Reiter (cavallo) und die Zehn als König (re). Diese Wertigkeiten gelten während des Spielverlaufs, nicht aber beim Auszählen (siehe unten).

## Punkte
Ein Spiel setzt sich aus mehreren Runden zusammen. Runden werden solange gespielt, bis die Karten verbraucht sind, das heißt alle vierzig Karten in den Stichen der Spieler. Ein Spiel jedoch endet meistens, wenn ein Punktestand von 11 oder 21 erreicht ist, seltener auch von 16. Punkte werden immer am Ende jeder Runde ausgezählt. Es gibt fünf Möglichkeiten Punkte zu machen. Diese ergeben sich folgendermaßen:
Es gibt je einen Punkt
- für eine scopa. Eine scopa wird erlangt, wenn ein Spieler während des Spiels alle Karten vom Tisch nehmen kann. Er „fegt“ oder „kehrt“ den Tisch leer, daher der Name Scopa, italienisch für Besen. Jede scopa zählt dabei einen Punkt, es können so also mehrere Punkte gemacht werden. Zu beachten ist, dass mit der letzten Karte einer Runde keine scopa gemacht werden kann, da diese immer alle Karten vom Tisch nimmt.

Außerdem gibt es jeweils genau einen Punkt für den Spieler oder die Partei
- mit den meisten Karten (carte). Hierbei sind die Werte der Karten ohne Bedeutung, es zählt nur die Anzahl. Haben beide Spieler 20 Karten, wird dieser Punkt nicht vergeben.
- mit den meisten Gold-Karten (denari). Bei Gleichstand wird auch hier kein Punkt verteilt. Variante: Für diesen Punkt muss ein Spieler oder eine Partei mindestens sechs Gold-Karten (also die Mehrheit in der Farbe) gewonnen haben.[1]
- mit der Gold-Sieben (settebello).
- mit der besseren primiera. Als primiera bezeichnet man eine Kombination aus vier Karten mit jeweils einer Karte von jeder Farbe. Dafür wird beim Auszählen von jeder Partei aus den gewonnenen Stichen die beste Karte von jeder Farbe ausgelegt, dessen Augen nun zusammengezählt werden. Hier gilt es zu beachten, dass sich – ähnlich wie bei deutschen Kartenspielen – die Augen der Karten von ihrer Einreihung während des Spieles nach Kartenwert unterscheiden. Die einzelnen Karten zählen in der primiera folgende Augen:
  - Sieben: 21 Augen
  - Sechs: 18 Augen
  - Ass: 16 Augen
  - Fünf: 15 Augen
  - Vier: 14 Augen
  - Drei: 13 Augen
  - Zwei: 12 Augen
  - Bilderkarten: 10 Augen

Sind die Augen beider primiera gleich, so verfällt auch dieser Punkt. Hat ein Spieler oder eine Partei von einer Farbe gar keine Karten, die primiera besteht also aus nur drei Karten, so bekommt automatisch die Gegenpartei diesen Punkt zugeschrieben. Für den seltenen Fall, dass beide nur drei Farben in ihren Stichen haben, zählt man regulär die Augen beider primiera aus drei Karten zusammen. In vielen Fällen reicht es mit ein wenig Übung die beiden primiera gegenüber zu legen, um zu sehen, wessen die höherwertige ist.
Eine übliche und wesentlich einfachere Variante der Auszählweise kann vorgenommen werden, indem geprüft wird, wer mehr Siebener bekommen hat. Haben beide zwei, schaut man, wer mehr Sechser bekommen hat, dann wer mehr Asse, und so weiter. Dies hat den Vorteil, dass so gut wie kein Gleichstand erreicht werden kann.

### Beispiel für eine primiera
In den Stichen des einen Spielers befinden sich als höchste Karten die Gold-Sieben, die Stäbe-Sieben, das Kelch-Ass und das Schwert-Ass. Es zählen sich hier die Augen mit 21+21+16+16 = 74 zusammen. Demzufolge muss der Gegenspieler die beiden anderen Siebener (Kelch und Schwert) haben, sowie die zugehörigen Sechser. Hätte er zusätzlich noch die Gold-Sechs und die Stäbe-Sechs, hätte er also mit 78 Augen (21+21+18+18) gewonnen. Zu dem gleichen Ergebnis wäre die alternative Zählweise gekommen, da der Gegenspieler mit dieser Annahme alle Sechser hat. Hätten beide Spieler je zwei Siebener und zwei Sechser in der primiera gäbe es nach herkömmlicher Zählweise keinen Punkt für eine Seite, da Punktegleichstand wäre. Die alternative Zählweise würde aber nun erfragen, wer mehr Asse in den Stichen hat, dann wer mehr Fünfer, und so weiter.
Bei einer alternativen Spielweise wird ein weiterer Punkt verteilt für den Spieler oder die Partei
- mit dem goldenen König (re bello).

## Spielverlauf
Gespielt wird in Italien meist gegen den Uhrzeigersinn. Das heißt, nach Bestimmung des Gebers lässt dieser, wenn es verlangt wird, den Spieler links abheben, gibt anschließend jedem verdeckt drei Karten aus und legt vier Karten offen in die Mitte des Tisches. Üblicherweise geschieht dies in der Reihenfolge: eine auf den Tisch, eine an jeden Spieler, wieder eine auf den Tisch, wieder eine an jeden Spieler und so weiter, bis jeder drei hat und auf dem Tisch vier liegen. Die verbleibenden Karten werden verdeckt als Talon beiseite gelegt.
Jeder Spieler spielt nun genau eine Karte aus. Das Ausspielen dieser Karte ist Pflicht, gepasst werden darf nicht. Karten können eingestrichen werden, wenn der Wert der gespielten Karte gleich dem Wert einer auf dem Tisch liegenden Karte ist oder der Summe aus mehreren Tischkarten entspricht. Man kann sich diesen Vorgang als einen Kauf vorstellen, wobei man mit Handkarten Tischkarten kauft. Entspricht der Wert der ausgespielten Handkarte genau dem Wert einer Tischkarte, so muss diese eingestrichen werden. Ist dies nicht der Fall, so kann jede beliebige andere Kombination mit der gleichen Summe an Werten genommen werden. Prinzipiell aber gilt, dass wenn gekauft werden kann, auch gekauft werden muss. Jedoch kann ein Spieler jede Karte legen, die er legen will, und kann somit einem ungewollten Kauf, was es durchaus immer wieder gibt, entgehen, indem er eine Karte spielt, der keine Karte oder Kombination auf dem Tisch entspricht. (Eine Spielvariante verschärft die Regel, dass eine einzelne Karte gekauft werden muss, wenn es geht, und schreibt vor, dass allgemein jeweils die Kombination aus den wenigsten Karten genommen werden muss. Alternativ kann man natürlich auf diese Regelungen auch ganz verzichten, um mehr Freiheit beim Stechen zu gewähren).
Nach dem Spielen einer Karte, streicht der Spieler also, wenn er kaufen kann, sowohl seine Handkarte ein, als auch die gekauften, beziehungsweise belässt es, wenn dies nicht möglich ist, mit dem Auslegen einer Karte, so dass nun nach dem ersten Zug fünf Karten offen auf dem Tisch liegen würden. Anschließend ist der nächste Spieler am Zug.
Macht jemand eine scopa, das heißt kauft alle Karten vom Tisch auf, muss der nächste Spieler, ohne eine andere Möglichkeit zu haben, eine seiner Karten auf den leeren Tisch ausspielen. Diese Karte ist dann natürlich recht leicht wieder in einer scopa einzustreichen und sollte daher bedacht sein. Sind zum Beispiel schon drei Reiter in die Stiche gegangen, so empfiehlt sich das Ausspielen des vierten Reiters, sollte man diesen haben, weil dieser dann im nächsten Zug nicht zu kaufen ist und der folgende Spieler also wieder bloß ablegen kann.
Sind auf diese Weise die drei Handkarten verspielt, gibt der Geber jedem Spieler wieder drei aus. Solange bis alle Karten gespielt sind. Die allerletzte gespielte Karte, die einen Stich macht, nimmt automatisch alle restlichen Tischkarten mit, ohne dass dies eine scopa ist, ganz egal ob die Werte von Handkarte und Tischkarten zufällig übereinstimmen oder auch nicht.
Nun werden die Gewinnpunkte ausgezählt und notiert, worauf hin der Spieler rechts vom Geber zum Geber der nächsten Runde wird.
Das Spiel endet, wenn ein Spieler die 11 Punkte erreicht, beziehungsweise die 21 Punkte. Kommen zwei Spieler in der letzten Runde genau auf 11 (21) Punkte, so entscheidet die Art der Punktung den Gewinner, wobei die Wertigkeit des entscheidenden Punktes immer streng in der Reihenfolge carte, denari, settebello, primiera, scopa gilt. Macht eine Mannschaft also die 11 (21) Punkte mit carte voll, die Gegenpartei mit einer scopa, so gewinnt diejenige mit carte.

### Beispiel für das Aufkaufen
Liegen auf dem Tisch ein Ass (1), eine Drei, eine Vier, eine Sechs und ein König (10), würde das Legen eines Königs das Aufnehmen des anderen Königs erzwingen, ein Aufnehmen von Vier und Sechs ist nicht gestattet. Das Legen einer Sieben allerdings lässt die Kombination von Ass und Sechs zu (1+6=7), als auch von Drei und Vier (3+4=7). Das Spielen einer Acht wiederum würde das Aufnehmen von Ass, Drei und Vier erzwingen (1+3+4=8), da dies die einzige Möglichkeit wäre, Karten zu kaufen. Es muss gekauft werden, wenn gekauft werden kann.

## Varianten
Mit den oben beschriebenen Regeln wird üblicherweise zu zweit gespielt, doch lässt sich so ohne Regeländerung auch zu dritt spielen. Bei vier Spielern gibt es die drei Möglichkeiten, dass jeder für sich spielt, dass wie beim Skat jeweils der Geber beim Spielen aussetzt, oder dass man zwei Parteien bildet, wobei sich die Spieler, die sich gegenübersitzen immer zusammen spielen. Bei letztgenannter Möglichkeit werden die Regeln aber gerne leicht geändert zu einer Variante, die sich Scopone nennt.

### Scopone
Die wesentliche Änderung beim Scopone ist die, dass es keinen Talon gibt, sondern alle Karten am Anfang ins Spiel kommen. Der Geber teilt hierfür drei Karten aus, gibt zwei verdeckt in die Mitte, teilt wieder drei Karten aus, legt nochmals zwei in die Mitte und gibt dann wieder an jeden Spieler drei Karten aus. Wenn nun jeder Spieler neun Karten in der Hand hält, werden die vier Karten in der Mitte aufgedeckt. Sollten zu Beginn drei oder vier Könige auf dem Tisch liegen, wird zusammengeworfen, und der gleiche Geber teilt erneut aus. Als Variante hierzu können alle Spieler auch zehn Handkarten bekommen, sodass der erste Spieler auf einen leeren Tisch ausspielen muss (Scopone scientifico).

### Scopa d'Assi
Bei dieser Variante wird nach den oben beschriebenen Regeln gespielt, nur dass das Legen eines Asses alle Tischkarten kauft. Dies kann je nach Vereinbarung als scopa gezählt werden oder nicht. Liegt bereits ein Ass auf dem Tisch, wird mit dem Spielen eines Asses nur dieses aufgekauft, alle anderen Karten bleiben dann liegen.

### Scopa a Quindici
Eine etwas gewöhnungsbedürftige Variante stellt das Scopa a Quindici dar, bei der eine Karte nicht Tischkarten im gleichen Wert aufkauft, sondern eine oder mehrere Karten mitnimmt, die sich zusammen mit ihr zu 15 (ital.: quindici) addieren, so dass zum Beispiel ein König eine Zwei und eine Drei mitnehmen könnte, oder aber auch eine Fünf.

### Weitere Variante
Eine weitere Variante beschleunigt ohne große Änderungen den Spielfluss. Basierend auf dem Standard-Scopa wird sie zu Beginn ebenfalls mit drei Karten auf der Hand und vier  auf dem Tisch gespielt. Der Rest liegt als verdeckter Talon auf dem Tisch. Das Spiel kann mit zwei bis vier Spielern gespielt werden, wobei jeder gegen jeden spielt. Ist eine Hand leergespielt, erhält der Spieler vom Geber nur eine neue Karte (anstelle der üblichen drei Karten). Kann er mit der neu erhaltenen Karte kaufen, darf er dies gleich tun. Zur Vereinfachung wird der primiera in der Auszählung ignoriert. Es zählen die meisten Karten, die meisten Sonnen (Münzen), die meisten Siebenen (ersatzweise die Sechsen oder Asse), der Besitzer der Siebener Sonne (Münze) sowie die Punkte durch einzelne Scopas. Diese Art der Auszählung beschleunigt den Spielfluss. Die taktischen Elemente bleiben erhalten, lassen aber eine etwas variablere Spieleranzahl zu.
Natürlich lassen sich auch Elemente der genannten Varianten miteinander kombinieren.

## Taktik
Wesentliches Element in den taktischen Überlegungen eines Spielers muss natürlich sein, auf möglichst viele der fünf Ziele hinzuarbeiten, wobei mit vielen scope auch am meisten Punkte zu machen sind. Die verschiedenen Ziele sind unterschiedlich schwer zu erreichen. So kann die settebello, die Gold-Sieben, ein einfach zu kalkulierender Punkt sein, besonders wenn man sie selbst auf die Hand bekommt. Gleichzeitig sollte in jedem Zug bedacht werden, es dem Gegenspieler, der ja immer der als nächstes Spielende ist, diese Ziele zu verhindern. Auch hier gilt es natürlich vorwiegend eine gegnerische scopa zu vermeiden, indem man möglichst so spielt, dass auf dem Tisch mehr als zehn Punkte liegen bleiben, da diese nicht alle in einem Zug gekauft werden können. Es ist durchaus auch geschickt, eine einzelne Karte auf dem Tisch liegen zu lassen, von dessen Art man noch zwei in der Hand hat. Die Möglichkeit des Gegners, diese Karte kaufen zu können, ist sehr gering, wohingegen die Wahrscheinlichkeit, dass diese liegen bleibt, bis man selber wieder am Zug ist, recht hoch ist. Das Aufsparen von guten Käufen kann also durchaus einen Sinn haben. Schwierig jedoch ist es immer, nach einer scopa auf den leeren Tisch auszuspielen.
Hierfür und um einzelne Stiche vorhersehen zu können, gilt es, sich möglichst genau zu merken, welche Karten schon gespielt wurden, natürlich vor allem bei den Karten mit hohen Punkten und bei den Karten mit hoher Augenzahl. Nur dadurch kann in den entscheidenden letzten Stichen bewusst manches vermieden werden. Weiß man zum Beispiel, dass alle Könige und drei Reiter schon durch sind, so kann ein einzelner Reiter auf dem Tisch gar nicht mehr gekauft werden, geht also zwangsläufig an den zuletzt Spielenden. Da die Regeln des Spieles wenig Aufmerksamkeit fordern, zeichnet dieses Mitzählen einen guten Scopa- oder Scopone-Spieler aus, wobei letzterer natürlich taktischer spielen kann, weil er immerhin neun oder zehn Karten von Anfang an kennt. Gerne wird gegenläufig dazu auch schnell und mit halb gezückten Karten gespielt, um den Gegenspieler zu Fehlern zu provozieren.
Da im Übrigen eingestrichene Karten immer geradzahlig sein müssen, kann man durch Tischkarten und die eigenen Handkarten leicht ausrechnen, ob die letzte Karte des Gegenübers gerade oder ungerade ist.

## Online spielen
Scopa kann unter anderem auf der Spieleplattform Board Game Arena gespielt werden.